# Överhettare

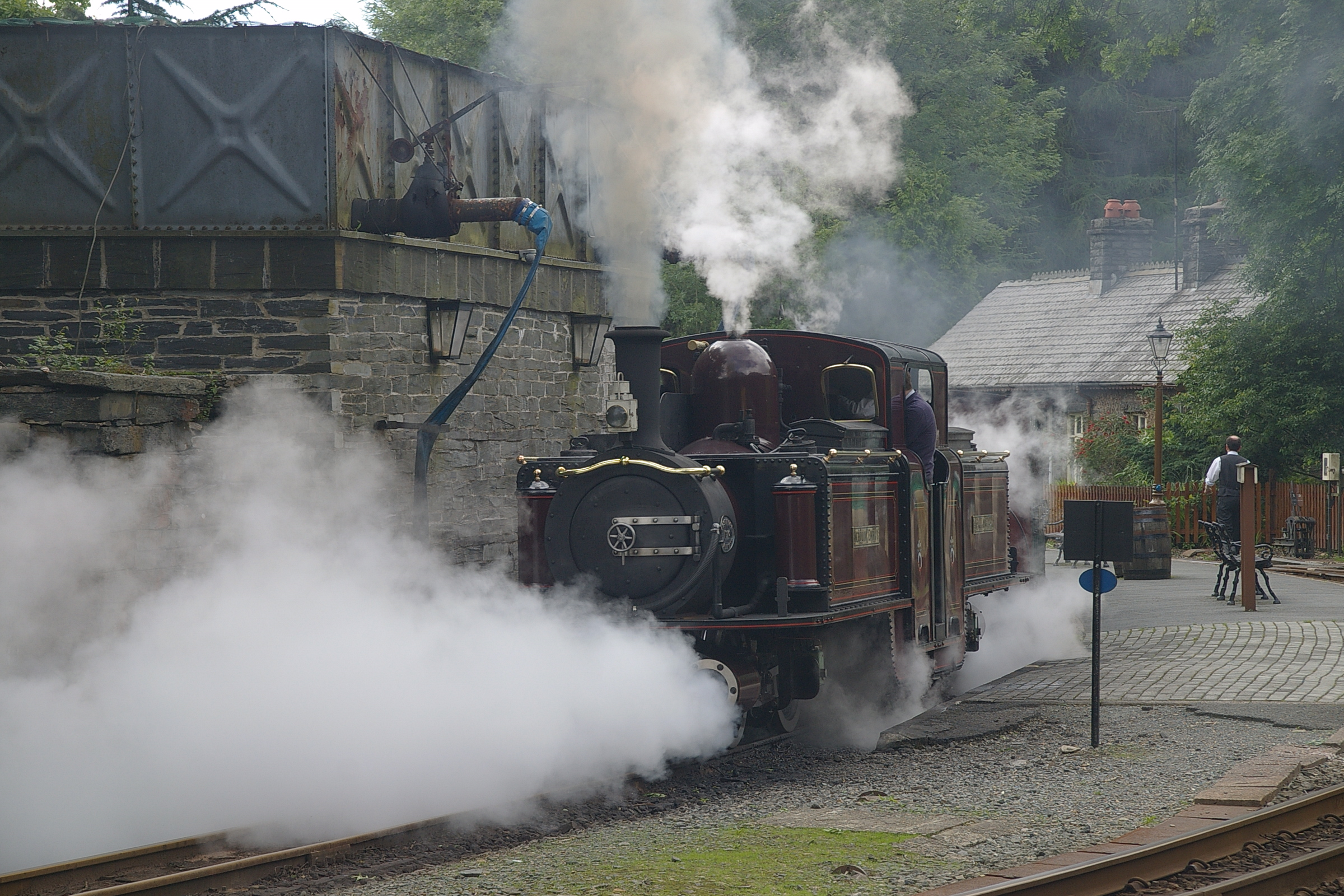
Ångutsläpp från Ffestiniog Railways våtånglok Merddin Emrys på Tan-y-Bwlch railway station i Wales.

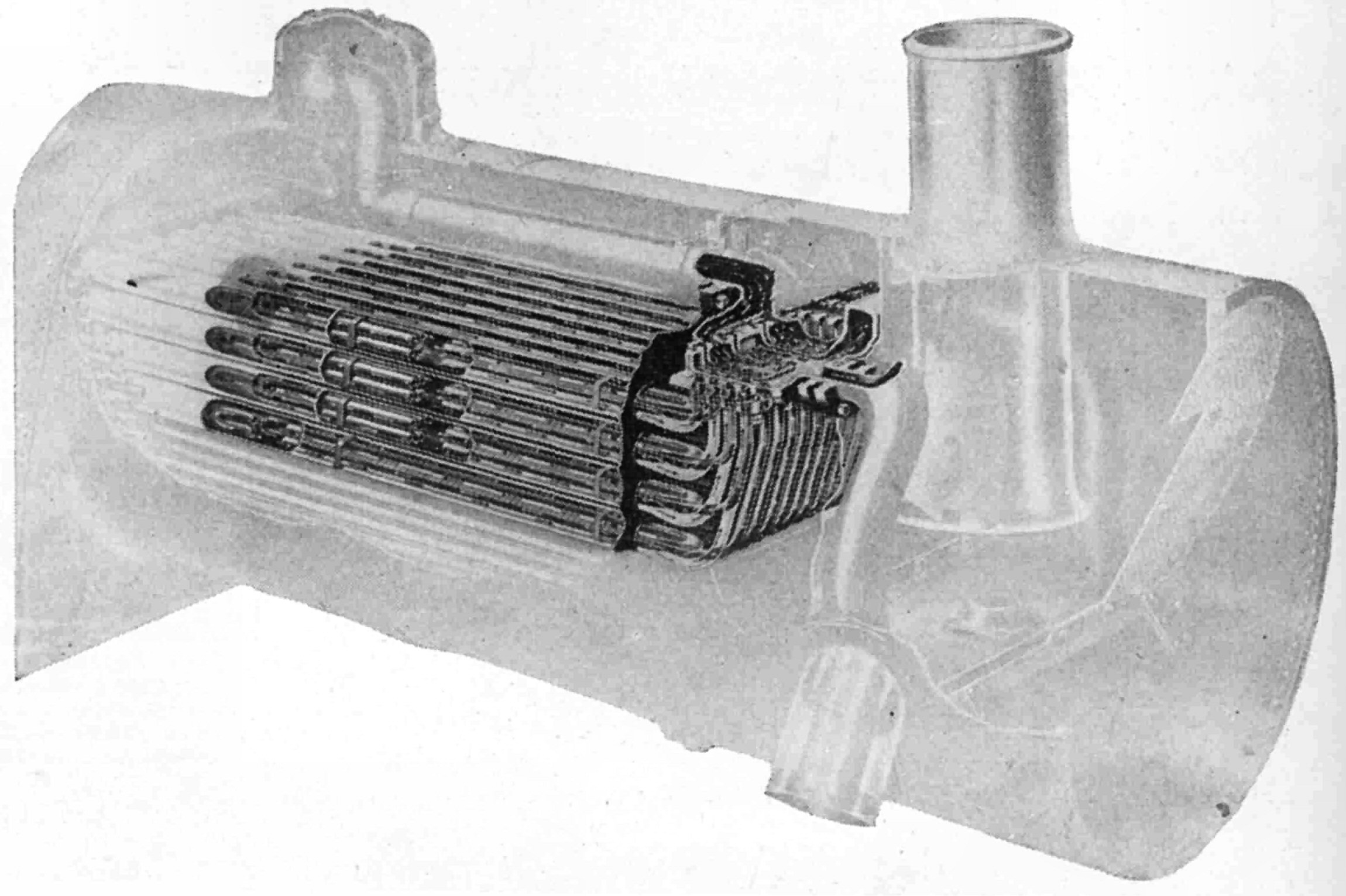
Överhettare i ett ånglok.

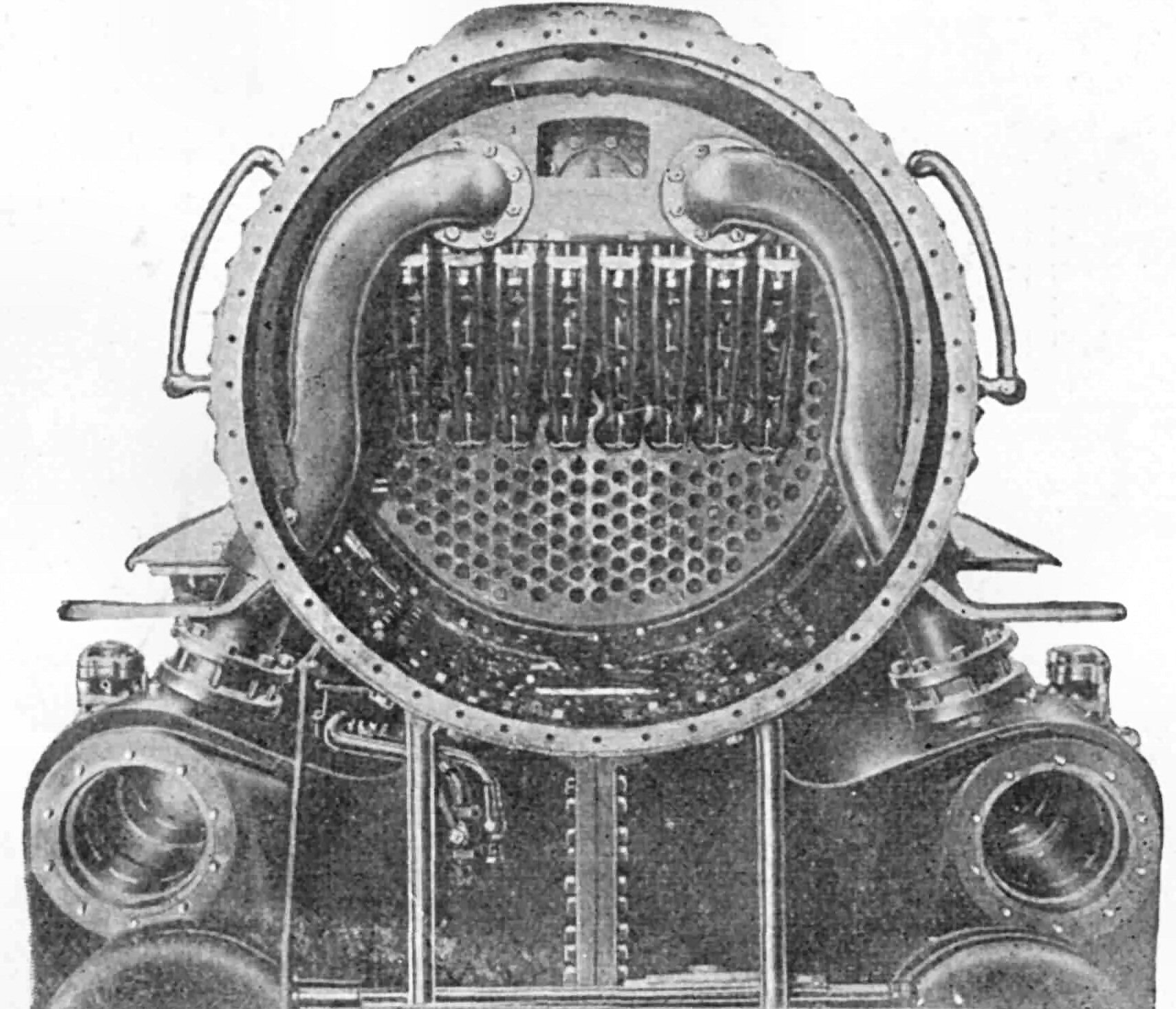
Överhettningsanordning på ett ånglok, sedd framifrån. Överst i mitten är överhettarens överdel, med rör som leder till cylindrarna. Rören som ligger leder ånga in och ut från överhettarelementen inne i rökkanalerna. I bilden är skorsten och spjäll borttagna för klarhets skull.

En överhettare är en anordning där man i en ångpanna för att åstadkomma överhettad ånga, det vill säga ånga med högre temperatur än ångbildningstemperaturen (vilken bestäms av det aktuella trycket), och vilken därmed inte innehåller något flytande (eller fast) form av ämnet. 
Överhettad ånga kan inte skapas i en vanlig ångpanna, utan den mättade ångan måste föras vidare till en överhettare. I denna leds mättad ånga tillbaka mot värmekällan för att ytterligare höja temperaturen hos ångan.
Genom att öka temperaturen hos ånga över mättnadstemperaturen kan verkningsgraden i en ångprocess ökas och mer mekaniskt arbete kan utföras för en given mängd tillförd bränsle (kol, olja, ved).
Ofta anges hur mycket en ånga är överhettad i antal grader över mättnadstemperaturen.
Ånglok utan överhettare benämns våtånglok.
En person som var central för utvecklingen av överhettare i slutet av 1800-talet och början av 1900-talet var den tyske ingenjören Wilhelm Schmidt.